# Aire d'attraction de Chauny
L'aire d'attraction de Chauny est une aire d'attraction des Hauts-de-France, centrée sur la ville de Chauny.
Elle est un zonage d'étude défini par l'Insee pour caractériser l'influence de la commune de Chauny sur les communes environnantes. Publiée en octobre 2020, elle se substitue à l'aire urbaine de Chauny, dont le dernier zonage remontait à 2010.

## Définition
L’aire d'attraction d'une ville est composée d'un pôle, défini à partir de critères de population et d’emploi ainsi que d’une couronne constituée des communes dont au moins 15 % des actifs travaillent dans le pôle. Le pôle d’attraction constitue ainsi un point de convergence des déplacements domicile-travail,.

## Type et composition
L'aire d'attraction de Chauny est une aire départementale qui comporte 23 communes. Chauny en est la commune-centre.
Elle est catégorisée dans les aires de moins de 50 000 habitants, une catégorie qui regroupe 10,9 % de la population des Hauts-de-France et 12,2 % au niveau national.

### Carte

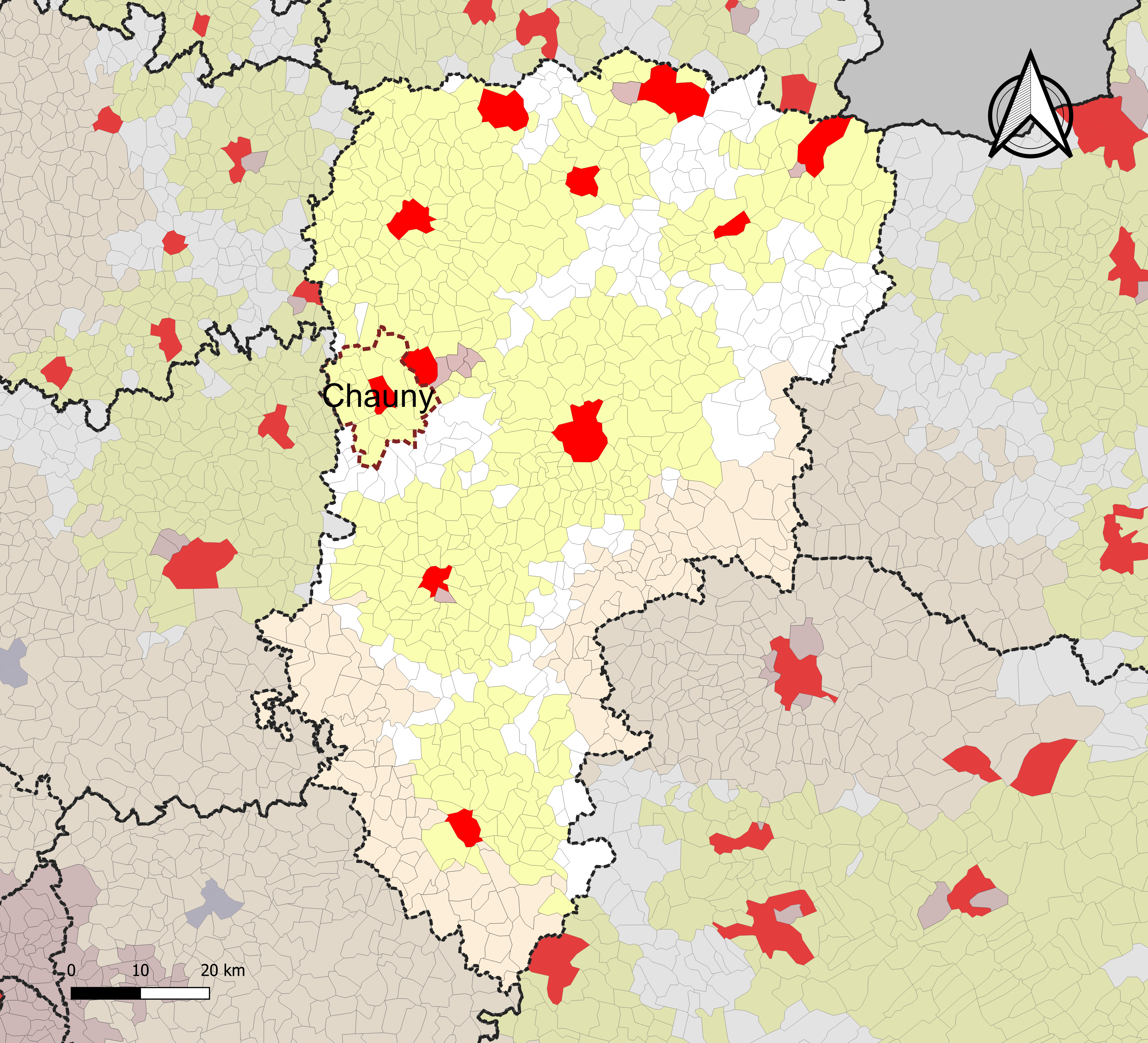
Carte de localisation l'aire d'attraction de Chauny dans le département de l'Aisne.

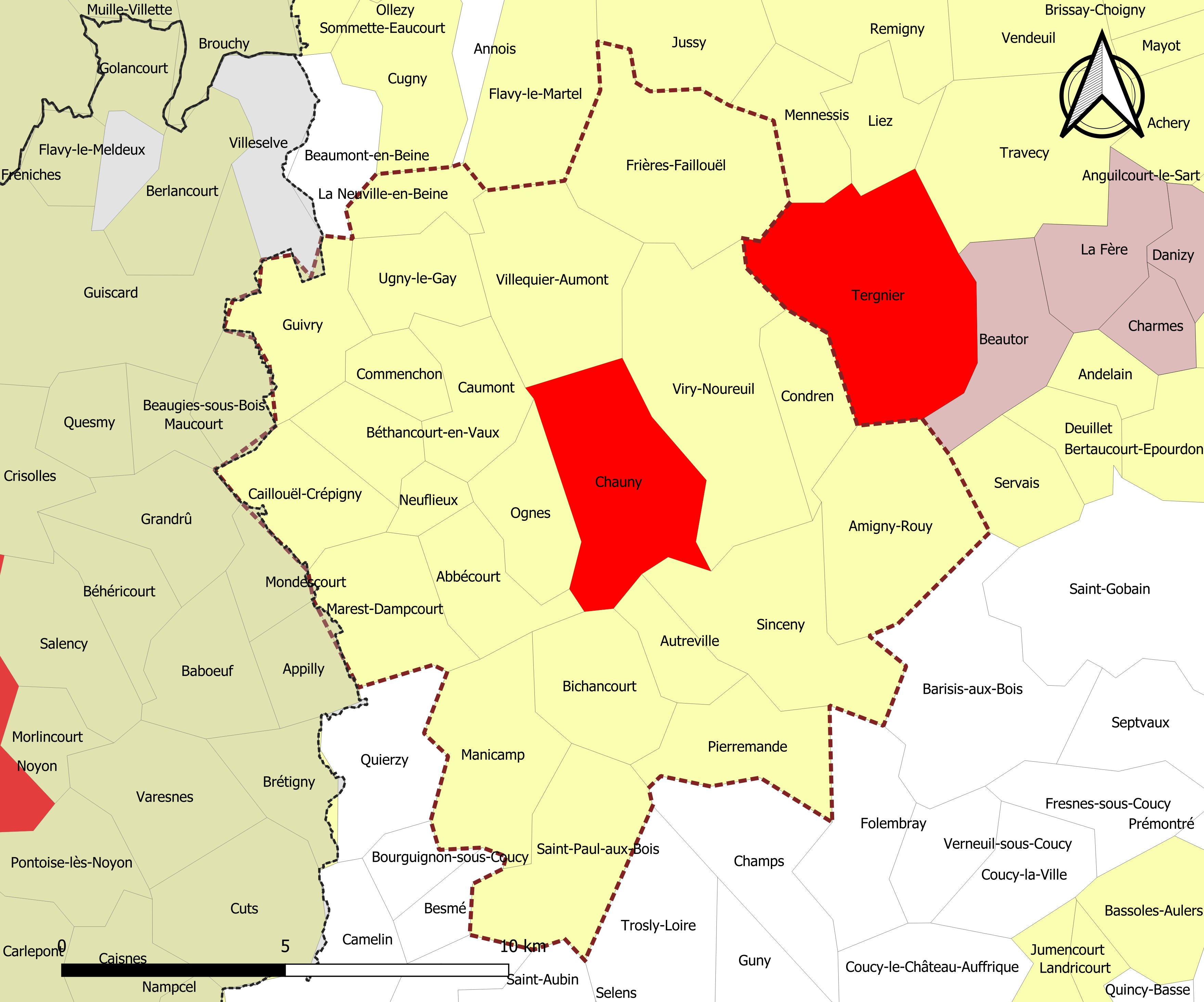
Carte de l'aire d'attraction de Chauny.
Commune-centre
Commune du pôle principal
Commune de la couronne

### Composition communale
Les 23 communes de l'aire d'attraction de Chauny et leur population municipale en 2022 : 
| Nom                     | Code Insee | Département | Statut                 | Superficie (km2) | Population (dernière pop. légale) | Densité (hab./km2) | Modifier                                    |
| ----------------------- | ---------- | ----------- | ---------------------- | ---------------- | --------------------------------- | ------------------ | ------------------------------------------- |
| Chauny (commune-centre) | 02173      | Aisne       | commune-centre         | 13,28            | 11 456 (2022)                     | 863                | modifier les données · modifier les données |
| Abbécourt               | 02001      | Aisne       | commune de la couronne | 5,96             | 513 (2022)                        | 86                 | modifier les données · modifier les données |
| Amigny-Rouy             | 02014      | Aisne       | commune de la couronne | 13,08            | 710 (2022)                        | 54                 | modifier les données · modifier les données |
| Autreville              | 02041      | Aisne       | commune de la couronne | 3,55             | 791 (2022)                        | 223                | modifier les données · modifier les données |
| Béthancourt-en-Vaux     | 02081      | Aisne       | commune de la couronne | 4,30             | 425 (2022)                        | 99                 | modifier les données · modifier les données |
| Bichancourt             | 02086      | Aisne       | commune de la couronne | 7,73             | 989 (2022)                        | 128                | modifier les données · modifier les données |
| Caillouël-Crépigny      | 02139      | Aisne       | commune de la couronne | 6,63             | 459 (2022)                        | 69                 | modifier les données · modifier les données |
| Caumont                 | 02145      | Aisne       | commune de la couronne | 5,71             | 546 (2022)                        | 96                 | modifier les données · modifier les données |
| Commenchon              | 02207      | Aisne       | commune de la couronne | 3,33             | 219 (2022)                        | 66                 | modifier les données · modifier les données |
| Condren                 | 02212      | Aisne       | commune de la couronne | 5,58             | 682 (2022)                        | 122                | modifier les données · modifier les données |
| Frières-Faillouël       | 02336      | Aisne       | commune de la couronne | 15,26            | 976 (2022)                        | 64                 | modifier les données · modifier les données |
| Guivry                  | 02362      | Aisne       | commune de la couronne | 7,15             | 239 (2022)                        | 33                 | modifier les données · modifier les données |
| Manicamp                | 02456      | Aisne       | commune de la couronne | 10,24            | 306 (2022)                        | 30                 | modifier les données · modifier les données |
| Marest-Dampcourt        | 02461      | Aisne       | commune de la couronne | 8,35             | 342 (2022)                        | 41                 | modifier les données · modifier les données |
| Neuflieux               | 02542      | Aisne       | commune de la couronne | 1,90             | 78 (2022)                         | 41                 | modifier les données · modifier les données |
| La Neuville-en-Beine    | 02546      | Aisne       | commune de la couronne | 3,81             | 191 (2022)                        | 50                 | modifier les données · modifier les données |
| Ognes                   | 02566      | Aisne       | commune de la couronne | 6,14             | 1 113 (2022)                      | 181                | modifier les données · modifier les données |
| Pierremande             | 02599      | Aisne       | commune de la couronne | 7,57             | 249 (2022)                        | 33                 | modifier les données · modifier les données |
| Saint-Paul-aux-Bois     | 02686      | Aisne       | commune de la couronne | 11,13            | 360 (2022)                        | 32                 | modifier les données · modifier les données |
| Sinceny                 | 02719      | Aisne       | commune de la couronne | 13,13            | 1 988 (2022)                      | 151                | modifier les données · modifier les données |
| Ugny-le-Gay             | 02754      | Aisne       | commune de la couronne | 5,90             | 186 (2022)                        | 32                 | modifier les données · modifier les données |
| Villequier-Aumont       | 02807      | Aisne       | commune de la couronne | 12,34            | 675 (2022)                        | 55                 | modifier les données · modifier les données |
| Viry-Noureuil           | 02820      | Aisne       | commune de la couronne | 17,76            | 1 682 (2022)                      | 95                 | modifier les données · modifier les données |